# Medal za Dzielność (Izrael)
Medal za Dzielność (hebr. עיטור הגבורה) – najwyższe izraelskie odznaczenie wojskowe. Zostało ustanowione przez Kneset w 1970. Odznaczeni medalem mają szereg przywilejów takich jak np. ulgi podatkowe i są zapraszani na oficjalne uroczystości państwowe. Do chwili obecnej medal nadano czterdzieści razy – dwanaście za wojnę o niepodległość, pięć za walki w czasie kryzysu sueskiego, dwanaście za udział w wojnie sześciodniowej, osiem za wojnę Jom Kipur i trzy za inne walki. 
Odznakę medalu zaprojektował Dan Reisinger – jest zawieszona na żółtej wstążce i ma kształt gwiazdy Dawida z umieszczonym na awersie wizerunkiem miecza i gałązki oliwnej.